# Campeonato Mundial de Trials de 2021
El I Campeonato Mundial de Trials se celebró en Vic (España) entre el 1 y el 5 de septiembre de 2021, bajo la organización de la Unión Ciclista Internacional (UCI) y la Real Federación Española de Ciclismo.

## Medallistas

### Masculino
| Evento      | Oro                               | Plata                                  | Bronce                         |
| ----------- | --------------------------------- | -------------------------------------- | ------------------------------ |
| 20″ (05.09) | Borja Conejos · España · 240 pts. | Alejandro Montalvo · España · 230 pts. | Eloi Palau · España · 200 pts. |
| 26″ (05.09) | Jack Carthy Reino Unido 270       | Julen Sáenz de Ormijana · España · 210 | Vincent Hermance Francia 210   |

### Femenino
| Evento          | Oro                            | Plata                                  | Bronce                            |
| --------------- | ------------------------------ | -------------------------------------- | --------------------------------- |
| 20″/26″ (05.09) | Vera Barón · España · 270 pts. | Nina Reichenbach · Alemania · 250 pts. | Manon Basseville Francia 160 pts. |

### Mixto
| Evento         | Oro | Plata                                                                                       | Bronce                                                                               |
| -------------- | --- | ------------------------------------------------------------------------------------------- | ------------------------------------------------------------------------------------ |
| Equipo (02.09) | Borja Conejos · Julen Sáenz de Ormijana · Vera Barón · Martí Riera · Daniel Cegarra · España · 770 pts. | Nicolas Vallée Louis Grillon Manon Basseville Charles Chibaudel Thomas Jeu Francia 680 pts. | Dominik Oswald · Oliver Widmann · Nina Reichenbach · Jan Welte · Alemania · 580 pts. |

## Medallero
| Núm. | País        | Oro | Plata | Bronce | Total |
| ---- | ----------- | --- | ----- | ------ | ----- |
| 1    | España      | 3   | 2     | 1      | 6     |
| 2    | Reino Unido | 1   | 0     | 0      | 1     |
| 3    | Francia     | 0   | 1     | 2      | 3     |
| 4    | Alemania    | 0   | 1     | 1      | 2     |
|      | TOTAL       | 4   | 4     | 4      | 12    |